# Amstel Gold Race 2017
La 52.ª edición de la clásica ciclista Amstel Gold Race se celebró en los Países Bajos el 16 de abril de 2017 sobre un recorrido de 261 km.
La carrera además de ser la primera clásica de las Ardenas, hizo parte del UCI WorldTour 2017, siendo la decimosexta competición del calendario de máxima categoría mundial.
La carrera fue ganada por el corredor belga Philippe Gilbert del equipo Quick-Step Floors, en segundo lugar Michał Kwiatkowski (Team Sky) y en tercer lugar Michael Albasini (Orica-Scott).

## Recorrido
El recorrido es similar a la edición anterior, con 35 cotas y como principal novedad que la última cota no será la tradicional del Cauberg sino la de Bemelerberg a 5,6 kilómetros de meta, y finalizando en la villa de Berg en Terblijt. Eso significa que también se pasa cuatro veces por la línea de meta, y tras todos esos pasos se buscan diferentes bucles en los que se pasan por las tradicionales carreteras estrechas, que sin embargo es difícil que sean determinantes antes de la última de estas vueltas, de solamente 18 kilómetros y cuatro cotas que decidirán la carrera.
| 1  | Slingerberg    | 1200 | 5,4 % | 254,8 |
| 2  | Adsteeg        | 620  | 4,7 % | 249,9 |
| 3  | Lange Raarberg | 1000 | 4,3 % | 241,7 |
| 4  | Bergseweg      | 2200 | 3,4 % | 225,7 |
| 5  | Sibbergrubbe   | 2000 | 4,1 % | 214   |
| 6  | Cauberg        | 1500 | 7 %   | 209,6 |
| 7  | Geulhemmerberg | 1000 | 5,8 % | 204,9 |
| 8  | Heiweg         | 1300 | 7 %   | 185,5 |
| 9  | Kalleberg      | 1500 | 5,1 % | 181,5 |
| 10 | Wolfsberg      | 500  | 5,8 % | 174,5 |
| 11 | Loorberg       | 1600 | 5,1 % | 171   |
| 12 | Schweiberg     | 3000 | 3,7 % | 159,5 |
| 13 | Camerig        | 3600 | 7 %   | 153,1 |
| 14 | Vaalserberg    | 2600 | 4,2 % | 141,8 |
| 15 | Gemmenicherweg | 2000 | 5,4 % | 137,2 |
| 16 | Vijlenerbos    | 1800 | 5,1 % | 133,4 |
| 17 | Eperheide      | 2300 | 4,5 % | 124,7 |
| 18 | Gulperberg     | 1100 | 5,2 % | 115,9 |
| 19 | Plettenberg    | 1200 | 3,7 % | 112,3 |
| 20 | Eyserweg       | 2100 | 4,4 % | 110,1 |
| 21 | Huls           | 900  | 8,3 % | 105,5 |
| 22 | Vrakelberg     | 600  | 7,7 % | 100,1 |
| 23 | Sibbergrubbe   | 2000 | 4,1 % | 92,2  |
| 24 | Cauberg        | 1500 | 7 %   | 87,8  |
| 25 | Geulhemmerberg | 1000 | 5,8 % | 83,1  |
| 26 | Bemelerberg    | 1200 | 4 %   | 70,1  |
| 27 | Loorberg       | 1600 | 5,1 % | 54,6  |
| 28 | Gulperberg     | 600  | 9,8 % | 44,7  |
| 29 | Kruisberg      | 800  | 8,4 % | 39,3  |
| 30 | Eyserbosweg    | 1100 | 7,9 % | 37,3  |
| 31 | Fromberg       | 1200 | 4,8 % | 33,5  |
| 32 | Keutenberg     | 1700 | 6,1 % | 29    |
| 33 | Cauberg        | 1500 | 7 %   | 18,9  |
| 34 | Geulhemmerberg | 1000 | 5,8 % | 14,2  |
| 35 | Bemelerberg    | 1200 | 4 %   | 5,6   |

## Equipos participantes
Tomaron parte en la carrera 24 equipos: 18 de categoría UCI WorldTour 2017 invitados por la organización; 6 de categoría Profesional Continental. Formando así un pelotón de 191 ciclistas de los que acabaron 127. Los equipos participantes fueron:
| WorldTeams (18)- AG2R La Mondiale - Astana - Bahrain-Merida - BMC Racing Team - Bora-Hansgrohe - Cannondale-Drapac - Dimension Data - FDJ - Katusha-Alpecin - Lotto NL-Jumbo - Lotto-Soudal - Movistar Team - Orica-Scott - Quick-Step Floors - Sky - Team Sunweb - Trek-Segafredo - UAE Team Emirates Equipos continentales profesionales (6)- Roompot-Nederlandse Loterij - Sport Vlaanderen-Baloise - Wanty-Groupe Gobert - Bardiani CSF - CCC Sprandi Polkowice - Direct Énergie |
| |

## Clasificaciones finales
- Las clasificaciones finalizaron de la siguiente forma:[7]

### Clasificación general
| \| Clasificación general \| Clasificación general \| Clasificación general \| Clasificación general \| Clasificación general \| \| Ciclista \| Ciclista \| Equipo \| Tiempo \| \| \| --------------------- \| --------------------- \| --------------------- \| --------------------- \| --------------------- \| \| 1.º \| Philippe Gilbert \| Quick-Step Floors \| 6 h 31 min 40 s \| \| \| 2.º \| Michał Kwiatkowski \| Team Sky \| + 0 s \| \| \| 3.º \| Michael Albasini \| Orica-Scott \| + 10 s \| \| \| 4.º \| Nathan Haas \| Dimension Data \| + 10 s \| \| \| 5.º \| José Joaquín Rojas \| Movistar Team \| + 10 s \| \| \| 6.º \| Sergio Luis Henao \| Team Sky \| + 10 s \| \| \| 7.º \| Ion Izagirre \| Bahrain-Merida \| + 14 s \| \| \| 8.º \| Michael Gogl \| Trek-Segafredo \| + 1 min 10 s \| \| \| 9.º \| Sonny Colbrelli \| Bahrain-Merida \| + 1 min 11 s \| \| \| 10.º \| Michael Matthews \| Team Sunweb \| + 1 min 11 s \| \| |                    |                   |                 |
| |                    |                   |                 |
| Fuente: ProCyclingStats |                    |                   |                 |
| Clasificación general |                    |                   |                 |
| Ciclista | Ciclista           | Equipo            | Tiempo          |
| 1.º | Philippe Gilbert   | Quick-Step Floors | 6 h 31 min 40 s |
| 2.º | Michał Kwiatkowski | Team Sky          | + 0 s           |
| 3.º | Michael Albasini   | Orica-Scott       | + 10 s          |
| 4.º | Nathan Haas        | Dimension Data    | + 10 s          |
| 5.º | José Joaquín Rojas | Movistar Team     | + 10 s          |
| 6.º | Sergio Luis Henao  | Team Sky          | + 10 s          |
| 7.º | Ion Izagirre       | Bahrain-Merida    | + 14 s          |
| 8.º | Michael Gogl       | Trek-Segafredo    | + 1 min 10 s    |
| 9.º | Sonny Colbrelli    | Bahrain-Merida    | + 1 min 11 s    |
| 10.º | Michael Matthews   | Team Sunweb       | + 1 min 11 s    |

## UCI World Ranking
La Amstel Gold Race otorga puntos para el UCI WorldTour 2017 y el UCI World Ranking, este último para corredores de los equipos en las categorías UCI ProTeam, Profesional Continental y Equipos Continentales. Las siguientes tablas son el baremo de puntuación y los corredores que obtuvieron puntos:
| Posición   | 1º  | 2º  | 3º  | 4º  | 5º  | 6º  | 7º  | 8º  | 9º  | 10º |
| Puntuación | 500 | 400 | 325 | 275 | 225 | 175 | 150 | 125 | 100 | 85  |

| 1.º  | Philippe Gilbert   | Quick-Step Floors | 500 |
| 2.º  | Michał Kwiatkowski | Sky               | 400 |
| 3.º  | Michael Albasini   | Orica-Scott       | 325 |
| 4.º  | Nathan Haas        | Dimension Data    | 275 |
| 5.º  | José Joaquín Rojas | Movistar Team     | 225 |
| 6.º  | Sergi Henao        | Sky               | 175 |
| 7.º  | Ion Izagirre       | Bahrain Merida    | 150 |
| 8.º  | Michael Gogl       | Trek-Segafredo    | 125 |
| 9.º  | Sonny Colbrelli    | Bahrain Merida    | 100 |
| 10.º | Michael Matthews   | Sunweb            | 85  |